# Daniele Masala
Daniele Masala (Roma, 12 febbraio 1955) è un ex pentatleta italiano.

## Biografia

### La carriera agonistica
All'inizio si dedica soprattutto al nuoto dove, tra la fine degli anni sessanta e l'inizio dei settanta conquista diversi risultati di rilievo a livello nazionale (2° ai campionati italiani assoluti di Napoli del 1969, piscina Oltremare, nei 400 misti).
Successivamente si concentra sul pentathlon moderno dove nel 1973 conquista il primo dei suoi 14 titoli assoluti a squadre (dal 1973 al 1983 e dal 1985 al 1987). Nel 1976 arriva invece il primo dei 10 titoli italiani a livello individuale (dal 1976 al 1982 e dal 1985 al 1987).
La prima medaglia ai Campionati mondiali arriva a Budapest nel 1979 con il bronzo nella prova individuale dopo che in precedenza si era classificato quarto nelle edizioni del 1977 e del 1978 e ai Giochi olimpici di Montreal del 1976.
Nell'edizione mondiale di due anni dopo (1981, a Zielona Gora, Polonia) vince l'argento nell'individuale e il bronzo nella prova a squadre insieme a con Roberto Petroni e Carlo Massullo.
L'anno successivo si laurea invece campione mondiale individuale e vince il bronzo con la prova a squadre insieme a Pierpaolo Cristofori e Petroni.
Nel 1984, dopo che nel 1980 non aveva potuto partecipare a causa del boicottaggio politico in cui il governo italiano decise di non schierare atleti provenienti da corpi militari, partecipa di nuovo ai Giochi olimpici e a Los Angeles fa suo l'oro sia nell'individuale sia, con Cristofori e Massullo, nella prova a squadre.
L'anno dopo vince il bronzo a squadre ai mondiali, arrivando sesto nella prova individuale, mentre nell'edizione del 1986 conquista nella stessa specialità l'oro (con Massullo e Cesare Toraldo), nonché l'argento nell'individuale. Nel 1988 ai Giochi olimpici di Seul si aggiudica ancora l'argento nella gara a squadre.
Da segnalare anche le due affermazioni nella Coppa Latina e nel Champion of Champions nel 1979 a Londra e nel 1985 a Sydney.

### Dopo il ritiro
Conclusa la carriera agonistica, dal 1989 al 1992 ha ricoperto la carica di C.T. della nazionale italiana con la quale ha conquistato diversi risultati di rilievo tra cui il bronzo a squadre ai Giochi olimpici di Barcellona 92, medaglie d'oro e d'argento in diversi Campionati del Mondo e in gare di Coppa del Mondo.
Dal 1994 è giornalista pubblicista, e ha ideato e realizzato la rivista Il Pentathlon moderno della relativa federazione italiana; dallo stesso anno è presidente dell'Associazione Nazionale "I Campioni dello Sport".
Nel 1999 si candida alle elezioni europee con i Democratici di Sinistra, nella circoscrizione Italia Centrale ottenendo oltre 9.000 preferenze, senza risultare eletto.
Commenta per Rai Radio 1 le Olimpiadi da Barcellona 1992 a Tokyo 2020 e Parigi 2024. Ha pubblicato diversi libri: "Il Pentathlon moderno" del 1989; “Il libro degli sport” e “Gli sport individuali” (2007/2009); "Lo sport tra cultura e agonismo" (dic. 2016 - Società Editrice Universo); nel 2018 "Appunti di Pedagogia Speciale - la sindrome di Down e lo sport ..." (Aracne editore) e l'ultimo "Il gioco virtuale è realtà" (luglio 2018 - SEU); "Il gioco virtuale è realtà" (luglio 2018 - SEU) e “Genesi e regolamenti dello sport” (SEU). “Vincitori e vinti – storia e psicopedagogia delle Olimpiadi moderne" (2021 - TABEdizioni), per la collana “Ricerche Educative e Scienze Motorie”.
È stato più volte mossiere del Palio di Siena.

## Vita privata
Sposato con Francesca Molinari ha tre figli: Luna, Simone e Matteo.

## Palmarès
- Giochi olimpici

Los Angeles 1984: oro nell'individuale e a squadre.
Seul 1988: argento a squadre.
- Mondiali

Budapest 1979: bronzo nell'individuale.
Zielona Góra 1981: argento nell'individuale, bronzo a squadre.
Roma 1982: oro nell'individuale e bronzo a squadre.
Melbourne 1985:: bronzo a squadre.
Montecatini Terme 1986: oro a squadre, argento nell'individuale.

## Riconoscimenti
- Nel maggio 2015, una targa a lui dedicata fu inserita nella Walk of Fame dello sport italiano a Roma, riservata agli ex-atleti italiani che si sono distinti in campo internazionale.[2][3]